# Конвенція про біологічну зброю
| Підписали і ратифікували Приєдналися Невизнані держави, що дотримуються умов КБТЗ | Тільки підписали Ті, що не підписали |

Участь держав у Конвенції про біологічну зброю
Підписали і ратифікували
Приєдналися
Невизнані держави, що дотримуються умов КБТЗ
Тільки підписали
Ті, що не підписали

Конвенція про заборону розробки, виробництва та накопичення запасів бактеріологічної (біологічної) і токсинної зброї та про їх знищення (КБТЗ) стала першим міжнародним договором про роззброєння, що забороняє виробництво цілого класу озброєнь. Її підписання стало результатом багаторічних зусиль міжнародної спільноти щодо створення правової бази, яка доповнює собою Женевський протокол (1925).
КБТЗ була відкрита для підписання 10 квітня 1972 р. і набрала чинності 26 березня 1975 р., коли 22 держави передали на зберігання свої документи про ратифікаціюГенеральному секретарю ООН. В даний час її учасниками є 189 держави, які зобов'язалися не розробляти, не виробляти і не накопичувати біологічну зброю (БЗ). Однак відсутність механізму перевірок обмежила ефективність виконання положень Конвенції..
Сфера, охоплювана КБТЗ, визначається в її першій статті:
1. мікробіологічні або інші біологічні агенти або токсини, яке б то не було їхнє походження або метод виробництва, таких видів і в таких кількостях, які не призначені для профілактичних, захисних або інших мирних цілей;
2. зброя, обладнання або засоби доставки, призначені для використання таких агентів або токсинів у ворожих цілях або у збройних конфліктах.[2]

## Основні положення Конвенції
Держави-учасниці зобов'язуються:
- Стаття I: Ні за яких обставин не набувати і не накопичувати біологічну зброю.
- Стаття II: Знищити або перемкнути на мирні цілі все, що з пов'язано з біологічною зброєю.
- Стаття III: Не передавати, не допомагати жодним чином, не заохочувати і не примушувати кого б то не було до придбання і накопиченню БЗ.
- Стаття IV: Вносити необхідні зміни в своє законодавство.
- Стаття V: Консультуватися один з одним з метою вирішувати всі питання, що стосуються виконання положень КБТЗ.
- Стаття VI: Співпрацювати в проведенні будь-яких розслідувань, що стосуються скарг інших учасників КБТЗ, поданих до Ради Безпеки ООН.
- Стаття VII: Надавати допомогу державам, які можуть наразитися на небезпеку в результаті порушення Конвенції.
- Стаття VIII: Виконувати все вищеперелічене з метою мирного використання наукових розробок в галузі бактеріології.

## Участь
Учасниками КБТЗ є 189 держави, крім того, Тайвань неофіційно дотримується її положень. Україна також бере участь.
Деякі країни зробили застереження, висловивши своє незадоволення положенням про те, що допускається накопичення біологічних агентів і токсинів для профілактичних та інших мирних цілей. Також вони заявили, що підписання ними КБТЗ не означає визнання інших учасників, яких вони не визнають.
Держави-учасниці Конвенції зобов'язуються не розробляти, не виробляти, не накопичувати, не отримувати і не зберігати: 
1. біологічні агенти або токсини таких видів та у такій кількості, що не передбачені для профілактичних, захисних чи інших мирних цілей;
2. зброю, обладнання або засоби доставки, призначені для використання таких агентів або токсинів у ворожих цілях чи у збройних конфліктах.

Вони зобов'язуються також не передавати і не допомагати будь-якій державі чи міжнародній організації у виробництві або набутті зазначених агентів, токсинів, зброї, обладнання чи засобів їх доставки.

## Конференції
В 90-ті роки почався процес створення механізму перевірок. До цього, на другій Оглядовій Конференції в 1986 році країни-учасниці домовилися щорічно доповідати про заходи щодо зміцнення довіри до ООН. На наступній Оглядовій Конференції 1991 р. було створено групу урядових експертів (VEREX). З 1995 по 2001 рік проходили переговори, спрямовані на складання Протоколу до КБТЗ про перевірки.
На конференціях порушувалися наступні питання:
- 2003: Державні механізми по забезпеченню безпеки та нагляду за патогенними мікроорганізмами і токсинами.
- 2004: Зміцнення міжнародного потенціалу для реагування, розслідування та пом'якшення наслідків випадків передбачуваного застосування біологічної або токсинної зброї або підозрілих спалахів інфекційних захворювань.
- 2004: Розширення повноважень міжнародних установ з метою виявлення та реагування на випадки спалахів інфекційних захворювань (включаючи хвороби, що вражають рослини і тварин).
- 2005: Кодекси поведінки для вчених.
- 2006: Прийняття заключної Декларації, намічено подальші шляхи зміцнення КБТЗ.

Наступну Конференцію було заплановано на 2011 рік.

## Протокол
Для того, щоб увести більш-менш ефективний механізм контролю в рамках Конвенції, розглядається питання про її доповнення спеціальним Протоколом. Його мета полягає в забезпеченні можливості практичного контролю за біотехнологіями військового призначення і створенні режиму, покликаного зміцнити впевненість у дотриманні основоположних цілей Конвенції. Робота зі створення такого механізму контролю тривала з 1995 р., і була практично завершена до липня 2001 р. Було представлено так званий «протокол голови» на 210 сторінках, у якому враховано зауваження всіх країн. Однак Протокол не був підтриманий однією з ключових країн – США. На думку США, жодні міжнародні протоколи на зможуть забезпечити контроль Конвенції – це можуть зробити тільки розвідувальні органи.
Однією з причин незгоди США щодо прийняття Протоколу КЗБЗ є те, що передбачені ним міжнародні інспекції можуть призвести до розкриття комерційних таємниць американських корпорацій, що працюють у сфері біотехнологій.

## Ресурси Інтернету
- Конвенція про заборону біологічної і токсинної зброї. Справка [Архівовано 30 березня 2010 у Wayback Machine.]
- 12 країн, які можуть мати біологічну зброю [Архівовано 26 серпня 2013 у Wayback Machine.]
- Центр по вивченню проблем роззброєння, енергетики і екології при МФТІ [Архівовано 6 грудня 2014 у Wayback Machine.]
- Текст Конвенції [Архівовано 3 липня 2009 у Wayback Machine.]
- The Biological Weapons Convention website
- Unofficial Biological and Toxin Weapons Convention website
- Text of the Treaty at the Center for a World in Balance
- Failed establishment of an international Organisation for the Prohibition of Biological Weapons (OPBW)
- Russian Biological and Chemical Weapons [Архівовано 8 лютого 2012 у Wayback Machine.], a useful page about non-state weapons transfers with a lot of information regarding the BWC's shortcomings.
- Enforcing non-proliferation: The European Union and the 2006 BTWC Review Conference[недоступне посилання з квітня 2019], Chaillot Paper No. 93, November 2006, European Union Institute for Security Studies

## Виноски
1. ↑  До липня 2008 року 13 держав підписали КБТЗ, але не ратифікували
2. ↑   [Архівовано 3 липня 2009 у Wayback Machine.] Конвенція про заборону розробки, виробництва і накопичення запасів бактеріологічної (біологічної) і токсинної зброї та про їх знищенні
3. ↑   [Архівовано 30 березня 2010 у Wayback Machine.] Конвенція про заборону біологічної і токсинної зброї. Довідка